# Endless Forms Most Beautiful (chanson)
Pour l'article sur l'album, voir Endless Forms Most Beautiful.
Singles de Nightwish
Élan
(2015) Noise
(2020)
Endless Forms Most Beautiful est une chanson du groupe de metal symphonique finlandais Nightwish. Il s'agit du deuxième single issu de leur huitième album studio Endless Forms Most Beautiful. La chanson est annoncée comme second single le 17 avril 2015, en même temps que sa date de sortie et sa pochette d'album, mais sort finalement le 8 mai 2015 accompagnée d'un lyrics vidéo.
Selon le bassiste du groupe, Marko Hietala, Endless Forms Most Beautiful est choisie comme second single car le groupe voulait présenter une chanson plus lourde par rapport à Élan qui a une « structure simple, un refrain accrocheur et une mélodie qui va bien pour un objectif vidéo ». Le claviériste et auteur-compositeur Tuomas Holopainen déclare que la chanson a été fortement inspirée par le livre The Ancestor's Tale de Richard Dawkins.

## Pistes
Toutes les chansons sont écrites et composées par Tuomas Holopainen.
| No | Titre                                            | Durée      |
| -- | ------------------------------------------------ | ---------- |
| 1. | Endless Forms Most Beautiful Album version       | 5 min 8 s  |
| 2. | Sagan instrumental                               | 4 min 45 s |
| 3. | Endless Forms Most Beautiful Alternative version | 5 min 8 s  |
| 4. | Endless Forms Most Beautiful Radio Edit          | 4 min 12 s |